# Przełączka (Rudawy Janowickie)
Przełączka – przełęcz (przełączka), położona w Górach Sokolich (Rudawy Janowickie) na wys. 525 m n.p.m., pomiędzy szczytami Krzyżnej Góry (654 m n.p.m.) oraz Sokolika (642 m n.p.m.).

## Piesze szlaki turystyczne
- Szlak Zamków Piastowskich na odcinku: Przełęcz Karpnicka - Schronisko PTTK „Szwajcarka” - Husyckie Skały - Przełączka - Bobrów
- Schronisko PTTK „Szwajcarka” - Husyckie Skały - Przełączka - Sokolik

Źródło